# Mniadelphus rigidicaulis
Mniadelphus rigidicaulis là một loài Rêu trong họ Hookeriaceae. Loài này được Dusén mô tả khoa học đầu tiên năm 1895.